# جیسون اینسلی
جیسون اینسلی (انگلیسی: Jason Ainsley؛ زادهٔ ۳۰ ژوئیهٔ ۱۹۷۰) بازیکن فوتبال اهل بریتانیا است.
از باشگاه‌هایی که در آن بازی کرده‌است می‌توان به باشگاه فوتبال بلیث اسپارتانس، باشگاه فوتبال هارتل پول یونایتد، باشگاه فوتبال بارو، باشگاه فوتبال گیتزهد، و باشگاه فوتبال بیشاپ اوکلند اشاره کرد.